# Pachydactylus montanus
Pachydactylus montanus — вид геконоподібних ящірок родини геконових (Gekkonidae). Мешкає в Намібії і Південно-Африканській Республіці.

## Поширення і екологія
Pachydactylus montanus мешкають в області Карас на півдні Намібії, а також на північному заході Північнокапської провінції в ПАР, від Какамаса до Віолсдріфа. Вони живуть на кам'янистих схилах, порослих заростями нама-кару, серед валунів і скель. Зустрічаються на висоті від 500 до 1400 м над рівнем моря. Ведуть нічний спосіб життя.